# Agaricia fragilis
Agaricia fragilis е вид корал от семейство Agariciidae. Възникнал е преди около 0,0117 млн. години по времето на периода кватернер.

## Разпространение и местообитание
Видът е разпространен в Ангуила, Антигуа и Барбуда, Барбадос, Бахамски острови, Белиз, Бермудски острови, Бонер, Бразилия, Британски Вирджински острови, Венецуела, Гваделупа, Гренада, Доминика, Доминиканска република, Кайманови острови, Колумбия, Коста Рика, Куба, Кюрасао, Малки далечни острови на САЩ, Мексико, Монсерат, Никарагуа, Панама, Саба, САЩ, Свети Мартин, Сейнт Винсент и Гренадини, Сейнт Китс и Невис, Сейнт Лусия, Сен Бартелми, Сен Естатиус, Синт Мартен, Тринидад и Тобаго, Търкс и Кайкос, Хаити, Хондурас и Ямайка.
Среща се на дълбочина от 2 до 887,5 m, при температура на водата от 5,8 до 27,6 °C и соленост 34,9 – 37,3 ‰.